# Robert-Wichard-Pohl-Preis
Der Robert-Wichard-Pohl-Preis ist ein jährlich von der Deutschen Physikalischen Gesellschaft verliehener Preis für Physikdidaktik und Experimentalphysik, benannt nach dem Göttinger Experimentalphysiker Robert Wichard Pohl, der besonders für seine Innovation der  Experimentalphysik-Vorlesungen bekannt war. Er ist mit einem Preisgeld von 5000 Euro dotiert. Er wird satzungsgemäß für besondere Leistungen in der Physik verliehen, die eine besondere Ausstrahlung auf andere Disziplinen in Wissenschaft und Technik haben, für außergewöhnliche Leistungen in der Verbreitung wissenschaftlicher Erkenntnis, in der Lehre, im Unterricht und in der Didaktik der Physik. Alle vier Jahre liegt der Schwerpunkt des Preises in der Physikdidaktik. Der Preis wurde 1979 gestiftet.

## Preisträger
- 1980 Roman Sexl, bekannt für mehrere Lehrbücher zur Relativitätstheorie
- 1981 Karl Hecht, Physik-Didaktik, Gründer des IPN in Kiel
- 1982 Wilfried Kuhn, 1971 bis zu seiner Emeritierung 1991 Professor für Didaktik der Physik in Gießen, Verfasser verschiedener Physiklehrbücher.
- 1987 Johannes Georg Bednorz, Karl Alexander Müller, die Entdecker der Hochtemperatursupraleitung
- 1988 Hans Gutbrod, Reinhard Stock, für Arbeiten an Schwerionenbeschleunigern, GSI
- 1989 Wolfgang Paul, Nobelpreisträger und Entwickler einer Ionenfalle und des Quadrupol-Massenfilters
- 1990 Peter Toschek, Professor in Hamburg, Spektroskopie an einzelnen Ionen in Ionenfallen
- 1991 keine Verleihung
- 1992 Hans-Christoph Siegmann, ETH Zürich, für Arbeiten zur Festkörper-Spektroskopie mit Spin-polarisierten Elektronen
- 1993 Bruno Lüthi, bis 2000 Professor in Frankfurt, Festkörperphysik
- 1994 Gustav Gerber, emeritierter Professor in Würzburg, Steuerung chemischer Reaktionen mit Femtosekunden-Laserpulsen
- 1995 Wolfgang Eisenmenger, Universität Stuttgart, insbesondere für die Entwicklung des Ultraschall-Stoßwellenverfahrens in der Medizintechnik (u. a. zur Zertrümmerung von Nierensteinen).
- 1996 Wolfgang Helfrich, Martin Schadt, für die Entwicklung des ersten kommerziell erfolgreichen Flüssigkristall-Displays.
- 1997 Anton Oed, Entwicklung von Mikrostreifen-Gasdetektoren
- 1998 Franz Bader, mit Friedrich Dorn Herausgeber und Autor einer Lehrbuchsammlung für Physik für Mittel- und Oberstufe
- 1999 Herbert Welling, ehemaliger Direktor des Instituts für Quantenoptik an der Universität Hannover
- 2000 Dietrich Menzel, Prof. an der TU München, für Arbeiten zur chemischen Physik an Metall- und Halbleiteroberflächen.
- 2001 Werner Martienssen, Prof. an der Universität Frankfurt, u. a. für Physik-Didaktik.
- 2002 Hanns Ruder, Prof. für Astrophysik an der Universität Tübingen, u. a. für Computersimulationen zur Relativitätstheorie
- 2003 Klaas Bergmann, Prof. Universität Kaiserslautern, für Arbeiten zur Molekülphysik (STIRAP Methode)
- 2004 Hans-Joachim Wilke, Prof. TU Dresden, für seine Vorlesungsexperimente
- 2005 Volker Dose, MPI für Plasmaphysik, Garching, u. a. für seine Anwendungen der Bayes Statistik in der Datenanalyse
- 2006 Frank Jülicher, MPI für Physik komplexer Systeme, Dresden, für Arbeiten zur Biophysik
- 2007 Dieter Meschede, Prof. an der Universität Bonn, der neue Herausgeber des Lehrbuchs Gerthsen Physik
- 2008 Hans-Joachim Schlichting, geschäftsführender Direktor des Instituts für Didaktik der Physik, Universität Münster
- 2009 Harald Rose, bis zur Emeritierung 2000 Professor in Darmstadt, wo er auch 1964 bei Otto Scherzer promovierte, für theoretische Beiträge zur Elektronenoptik
- 2010 Ulrich Platt (Universität Heidelberg, Institut für Umweltphysik) für die Entwicklung des DOAS Verfahrens in der atmosphärischen Physik
- 2011 Gerhard Meyer (IBM Forschungslaboratorium Rüschlikon), für seine bahnbrechenden Forschungsarbeiten auf dem Gebiet der Rastersondenmikroskopie und -spektroskopie, die unter anderem die Veranschaulichung chemischer Prozesse ermöglichen und gezielte Manipulationen auf atomarer Ebene.
- 2012 Volkhard Nordmeier (FU Berlin) für seine weithin sichtbare didaktische Forschung im Bereich der modernen Physik, sowie das außergewöhnliche und langjährige Engagement für die Lehreraus- und -weiterbildung.
- 2013 Michael Vollmer (FH Brandenburg), wobei neben seinen Leistungen in der Physik (Infrarotthermographie, atmosphärische Optik) seine Leistungen in der Physikdidaktik gewürdigt wurden
- 2014 Gert Strobl (Universität Freiburg) für „seine außergewöhnlichen Leistungen zum Verständnis und in der Verbreitung wissenschaftlicher Erkenntnisse im Bereich der Physik der Polymere und der Weichen Materie. Seine Lehrbücher leisten längerfristig einen wesentlichen Beitrag in der universitären Lehre. Darüber hinaus zeigen seine wissenschaftlichen Beiträge eine besondere Ausstrahlung auf die Chemie und die angewandten Wissenschaften im Bereich der Polymere.“
- 2015 Robert Moshammer (Max-Planck-Institut für Kernphysik) und Reinhard Dörner (Goethe-Universität Frankfurt) für „die Entwicklung einer neuen Messmethode und bahnbrechende Arbeiten in der Atom- und Molekülphysik. Das COLTRIMS-Reaktionsmikroskop hat nicht nur für die Physik, sondern auch für die Chemie und andere benachbarte Forschungsgebiete völlig neue Forschungsziele eröffnet. Ihr individueller und didaktisch ansprechender Vortragsstil ist unverwechselbar und überträgt ihren Enthusiasmus auf Mitarbeiter und Studenten bis hin zu fachfremdem Publikum.“
- 2016 Christoph Buchal (Forschungszentrum Jülich), in „Würdigung seiner Leistungen bei der Vermittlung von physikalischen Inhalten in Öffentlichkeit, Schule, Universität und bei zahlreichen Lehrerfortbildungen. Besonders hervorzuheben ist seine erfolgreiche Buchreihe zu gesellschaftsrelevanten, physikalischen Themen. Ohne zu polarisieren und politisch zu werten, werden in seinen Büchern Themen wie Klima und Energie wissenschaftlich korrekt und gut lesbar dargestellt.“
- 2017 Metin Tolan (Technische Universität Dortmund): „In Anerkennung seiner Verdienste bei der Verbreitung naturwissenschaftlicher Erkenntnisse und Denkweisen in der interessierten Öffentlichkeit. Er hat dafür neue Formate entwickelt, die er mit hohem didaktischem Geschick vermittelt. Unabhängig von Alter und Vorbildung wird sein lesendes, zuschauendes oder hörendes Publikum ausgehend von Alltagsthemen in den Bann vermeintlich einfacher Fragen gezogen, bei deren Beantwortung Tolan die Erkenntnisse der aktuellen Physik – darunter auch Ergebnisse seiner eigenen hochkarätigen Forschung – auf faszinierende Weise einfließen lässt.“
- 2018 Hartmut Wiesner (Ludwig-Maximilians-Universität München): „…für seine herausragenden Verdienste um die physikdidaktische Forschung und Entwicklung während der letzten 40 Jahre. Neben seinen hochkarätigen, solide empirisch belegten Forschungsergebnissen, die alle Schulstufen bis hin zur Hochschuldidaktik betreffen, hat er ein besonderes Augenmerk auf die Erstellung von praxisrelevantem Unterrichtsmaterial gelegt und damit den Physikunterricht nachhaltig und didaktisch sinnvoll bereichert.“
- 2019 Markus Arndt (Universität Wien): „…für seine herausragenden Beiträge zur Entwicklung, Demonstration und Anwendung von Materiewelleninterferometrie mit Makromolekülen, die sowohl für Fachleute als auch für ein breites Publikum auf einzigartige Weise die elementaren Gesetze der Quantenphysik vermitteln. Seine Methoden eröffnen außerdem neue Anwendungen im Bereich der molekularen Spektroskopie.“
- 2020 Heinz-Jürgen Kluge (Ruprecht-Karls-Universität Heidelberg): „…für seine wegweisenden Experimente und Präzisionsmessungen auf dem Gebiet der Atom- und Kernphysik, die heute weltweit genutzt werden. Dabei hat er sich nicht nur als genialer Forscher erwiesen, sondern auch als motivierender Lehrer. Sein kreatives gesellschaftliches Engagement hat sich auch in der Einrichtung von Symposien für Schülerinnen und Schüler gezeigt.“
- 2021 Michael Düren (Universität Gießen): „In Würdigung seiner Experimente auf dem Gebiet der Teilchen- und Hadronenphysik sowie für sein unermüdliches und vielfältiges Engagement als Wissenschaftsvermittler in der Zivilgesellschaft und sein kompetentes Werben für eine globale Energiewende.“
- 2022 Klaus Wendt (Institut für Physik, Johannes Gutenberg-Universität Mainz): „Für seine herausragenden Arbeiten auf dem Gebiet der Atom- und Kernphysik sowie der Spurenanalytik, wie auch für die Entwicklung von Lasersystemen, die inzwischen weltweit in Verwendung sind. Darüber hinaus hat Klaus Wendt mit seiner mitreißenden Art und enormem Engagement Schülerinnen und Schüler und die Öffentlichkeit für die Physik begeistert und neue Konzepte für die Ausbildung von Lehrkräften und Studierenden entwickelt.“
- 2023 Thomas Wilhelm (Goethe-Universität Frankfurt am Main): „Für seine herausragenden Verdienste um die Modernisierung der Didaktik der Physik. Sein Wirken zeichnet sich durch eine starke Fach- und Schulorientierung aus und verbindet seine zahlreichen Projekte zur Entwicklung von Unterrichtskonzeptionen und -materialien mit fundierter Forschung zum Physiklernen. Seine Projekte haben eine große Ausstrahlung auf Lehrkräfte und tragen wesentlich zur Weiterentwicklung des Physikunterrichts bei.“
- 2024 Harald Giessen (Universität Stuttgart): „Für seine herausragenden Leistungen in der Entwicklung von 3D-Mikrooptiken. Diese finden Anwendung in optischen Fallen in der Atomphysik und Quantenoptik, in Miniatursensoren beim autonomen Fahren, in den Ingenieurwissenschaften, in optischen Pinzetten in der Biologie sowie in endoskopischen Abbildungsverfahren in der Medizin.“
- 2025 Rita Wodzinski (Universität Kassel): „In Anerkennung ihrer vorbildlichen unterrichtsbezogenen Konzeptionsentwicklung mit empirischer physikdidaktischer Lernwirkungsforschung an der wichtigen Schnittstelle zwischen dem Sachunterricht der Primarstufe und dem Physikunterricht der Sekundarstufe I.“